# Fulton (contea di Schoharie, New York)
Fulton è un comune degli Stati Uniti d'America, situato nello Stato di New York, nella contea di Schoharie.